# ماي ريو
ماي ريو هي لوحة إلكترونية تحمل نظام مضمن يعمل بالزمن الحقيقي Real Time يتم تصنيعها من قبل شركة ناشونال انسترومينتس. يتم استخدامها لتطوير تطبيقات تستخدم مصفوفة البوابات المنطقية القابلة للبرمجة FPGA الموضوعة على لوحتها والمعالج الخاص بها بشكل فعال.
يمكن برمجتها باستخدام بيئة التطوير الخاصة بالشركة لاب فيو LabVIEW أو بلغة سي C البرمجية، وهي موجهة للمشاريع الطلابية والتطبيقات المتوسطة.
يوجد منها 4 إصدارات، 2 منها موجهة للتطبيقات العامة، و2 موجهة للجهات التعليمية الأكاديمية، وتختلف النسختان (بغض النظر عن التوجه) فيما بينهما فقط بدعم الإتصال اللاسلكي Wireless Connection.

## المواصفات التقنية[1]
(للإصدار الأقوى NI MyRIO-1900)
- معالج من نوع Xilinx Z-7010 يعمل بتردد 667 ميغاهيرتز (ARM Cortex A9 x2 cores 28 nm process NEON SIMD, VFPv3 Vector Float)
- الذاكرة المستدامة: حجمها 256 ميغابايت ذاكرة الوصول العشوائي RAM: حجمها 512 ميغابايت، وبتقنية DDR3 وتعمل بتردد 533 ميغاهرتز، وبعرض بيانات 16 بت.
- مصفوفة البوابات المنطقية القابلة للبرمجة من نفس نوع المعالج
- دعم الاتصال اللاسلكي IEEE 802.11 b,g,n ISM 2.4 GHz 20 MHz.
- منفذ الناقل التسلسلي العام USB الإصدار الثاني 2.0 ويدعم النقل العالي السرعة.
- دعم الاتصال بدارات خارجية.
- منفذي اتصال يحوي كلاً منهما 16 خطاً للاتصال الرقمي I/O للدخل والخرج.
- حساس تسارع Accelerometer للمحاور الثلاث.
- استهلاك طاقة أقصى 14 واط. الحد الوسطي هو 2.6 واط
- 4 مؤشرات ضوئية LEDs.
- منفذي صوت 3.5 ميللي متر للدخل والخرج.